# 콩고 민주 공화국 기독교대학교
콩고 민주공화국 기독교대학교(프랑스어: Université protestante au Congo)는 콩고 민주 공화국 킨샤사에 있는 사립 대학교이다. 1959년에 첫 개교되었다.
콩고 민주 공화국의 여성 정치가 에브 바제바가 2010년 이 대학교 대학원의 법학 석사 과정을 나왔다.